# Shizhuzhai shuhuapu
Die Schriften und Bilder aus der Zehnbambushalle (Shizhuzhai shuhuapu 十竹斎書画譜) von Hu Zhengyan (胡正言; ca. 1584–1674) aus der Zeit der späten Ming-Dynastie und frühen Qing-Dynastie sind ein berühmtes chinesische Malereihandbuch. Von Hu stammt auch das Shizhuzhai jianpu (十竹斎箋譜).